# Nadieżda Leontjewa
Nadieżda Leontjewa-Siergiejewa (ur. 6 listopada 1994) – rosyjska lekkoatletka specjalizująca się w chodzie sportowym.
W 2010 po zajęciu pierwszego miejsca w eliminacjach kontynentalnych wystąpiła w igrzyskach olimpijskich młodzieży zdobywając brązowy medal tej imprezy. Brązowa medalistka mistrzostw świata juniorów młodszych z 2011 roku oraz wicemistrzyni świata juniorek z 2012. 
Rekord życiowy: chód na 10 kilometrów – 42:38 (8 maja 2016, Mis); chód na 10 000 metrów – 44,56,0 (24 lutego 2013, Soczi); chód na 20 kilometrów – 1:29:57 (27 lutego 2016, Soczi).

## Osiągnięcia
| Rok  | Impreza                                               | Miejsce         | Konkurencja            | Pozycja    | Wynik    |
| ---- | ----------------------------------------------------- | --------------- | ---------------------- | ---------- | -------- |
| 2010 | Kwalifikacje Europy do igrzysk olimpijskich młodzieży | Moskwa          | chód na 5000 m         | 1. miejsce | 22:24,95 |
| 2010 | Igrzyska olimpijskie młodzieży                        | Singapur        | chód na 5000 m         | 3. miejsce | 22:35,05 |
| 2011 | Mistrzostwa świata juniorów młodszych                 | Lille Metropole | chód na 5000 m         | 3. miejsce | 22:00,84 |
| 2012 | Puchar świata w chodzie sportowym                     | Sarańsk         | chód na 10 km juniorów | 3. miejsce | 46:02    |
| 2012 | Mistrzostwa świata juniorów                           | Barcelona       | chód na 10 000 m       | 2. miejsce | 45:43,64 |
| 2013 | Puchar Europy w chodzie sportowym                     | Dudince         | chód na 10 km juniorów | 1. miejsce | 46:14    |